# Deuteronomos hannemanni
Deuteronomos hannemanni är en fjärilsart som beskrevs av Heinrich 1917. Deuteronomos hannemanni ingår i släktet Deuteronomos och familjen mätare. Inga underarter finns listade i Catalogue of Life.